# Sint-Joriskerk (Geta)
De Sint-Joriskerk is een stenen kerk in de autonome Finse regio Åland, gelegen in de gemeente Geta op het noordwesten van het hoofdeiland van Åland. Hij is gewijd aan Sint-Joris.

## Geschiedenis
Er is niet precies bekend wanneer op deze plaats voor het eerst een kerk is gebouwd. Uit de oudste historische bronnen waarin over deze kerk wordt geschreven is bekend dat in 1463 de Geta-kapel samen met de kerk van Finström aflaat werd toegekend, en in 1487 ontving de aalmoezenier van Geta een schenking. Isotopenanalyse van mortel wijst ook uit dat de oudste delen van het gebouw halverwege de 15e eeuw moeten zijn gebouwd.
Dendrochronologisch onderzoek wijst op een aantal uitgebreide verbouwingen van de dakconstructie, één aan het einde van de 16e eeuw en de andere in de jaren 1820.

### Fusie van parochies
De kerk behoorde vanaf 1906 tot een eigen parochie, die in 1985 fuseerde met die van Finström tot de parochie Finström-Geta. Die ging vervolgens in 2022 samen met de gecombineerde parochie Sund-Vårdö op in de parochie Norra Åland (Noord-Åland).

## Het gebouw
De Sint-Joriskerk is een eenbeukige zaalkerk zonder toren, gebouwd van rood Ålands graniet. Delen van het schip dateren uit de tijd na 1450. De kerk is een aantal keren op verschillende manieren herbouwd. In de 17e eeuw, na de Reformatie, werden een aantal ramen en nieuw meubilair toegevoegd. In de 19e eeuw kreeg het binnenplafond hoge houten tongewelven en werden de ramen vergroot. Bovendien werd het houten kerkportaal vervangen door een nieuwe van baksteen.

## Inventaris
- Altaarstukken met afbeeldingen van de hemelvaart, het laatste avondmaal, de aanbidding der herders, de gijzelaar, Christus in Gethsemane en de kruisiging, werden in 1685 aan de kerk geschonken.
- Twee wapenschilden die de familie Gyllenflög uit Bolstaholm uit respectievelijk 1672 en 1699 vertegenwoordigen.
- Het huidige orgel dateert van 1931.